# Villarejo de Salvanés
Villarejo de Salvanés község Spanyolországban, Madrid tartományban. Villarejo de Salvanés Colmenar de Oreja, Belmonte de Tajo, Valdelaguna, Perales de Tajuña, Tielmes, Carabaña, Valdaracete, Fuentidueña de Tajo, Villamanrique de Tajo, Santa Cruz de la Zarza és Villarrubia de Santiago községekkel határos. Lakosainak száma 7900 fő (2024).

## Népesség
A település népessége az utóbbi években az alábbiak szerint változott:
| Lakosok száma | 5753 | 6231 | 6828 | 7451 | 7452 | 7301 | 7245 | 7335 | 7629 | 7900 |
|               | 2001 | 2004 | 2007 | 2009 | 2012 | 2014 | 2017 | 2019 | 2022 | 2024 |